# Gratis (Viola Valentino)
Gratis è un album della cantante Viola Valentino pubblicato in CD, Long playing e download digitale su etichetta D.V. More Record.

## Tracce
1. Gratis
2. Comprami 2023 (feat. Serena De Bari)
3. Bipolare
4. Romantici
5. Sei una bomba
6. Comprami
7. Sola
8. Questo pensiero d'amore (feat. Francesco Serra)
9. Stronza
10. Maladonna
11. Le prove di un addio
12. E sarà per sempre
13. I tacchi di Giada
14. Da qui all'eternità
15. Suoni di luce
16. Lungometraggio
17. Dimenticare mai
18. Che caldo fa
19. Perduto amore
20. Non ti ho perso